# Saint-Jores
Saint-Jores település Franciaországban, Manche megyében. Lakosainak száma 370 fő (2018. január 1.). Saint-Jores Coigny, Auvers, Baupte, Gorges, Le Plessis-Lastelle és Prétot-Sainte-Suzanne községekkel határos.

## Népesség
A település népessége az elmúlt években az alábbi módon változott:
| Lakosok száma | 426  | 485  | 456  | 426  | 462  | 364  | 359  | 363  | 369  | 370  |
|               | 1962 | 1968 | 1982 | 1990 | 1999 | 2008 | 2011 | 2013 | 2017 | 2018 |